# Хільберто Єарвуд
Хільберто Єарвуд (ісп. Gilberto Yearwood, нар. 15 березня 1956, Ла-Ліма) — гондураський футболіст, що грав на позиції півзахисника. По завершенні ігрової кар'єри — тренер. Одним з найкращих футболістів Гондурасу всіх часів.
Виступав, зокрема, за клуби «Реал Вальядолід» та «Сельта», а також національну збірну Гондурасу.

## Клубна кар'єра
У дорослому футболі дебютував 1975 року виступами за команду «Реал Еспанья», в якій провів три сезони і двічі став чемпіоном Гондурасу.
У 1977 році він переїхав за кордон, щоб виступати в Іспанії і провів 9 сезонів у цій країні, виступаючи у клубах Прімери та Сегунди «Ельче», «Реал Вальядолід», «Тенерифе» та «Сельта».
У 1986 році Хільберто повернувся до Гондурасу і грав у складі команд «Олімпія» та «Мотагуа», завершивши ігрову кар'єру у 1994 році.

## Виступи за збірні
У 1977 році Єарвуд був включений до заявки молодіжної збірної Гондурасу на молодіжний чемпіонаті світу в Тунісі, де забив гол у матчі з Угорщиною (2:0), але команда не подолала груповий етап.
1977 року дебютував в офіційних матчах у складі національної збірної Гондурасу.
У складі збірної був учасником історичного дебютного для гондурасців чемпіонату світу 1982 року в Іспанії, де зіграв у всіх трьох іграх групового етапу проти Іспанії (1:1), Північної Ірландії (1:1) та Югославії (0:1), а його команда не подолала груповий етап.
У 1991 році він зіграв у першому розіграші Золотого кубка КОНКАКАФ, на якому Гондурас посів друге місце, програвши фінал США в серії пенальті. Єарвуд вийшов у всіх п'яти іграх на цьому турнірі і в грі проти Ямайки забив гол. Також Хільберто з командою здобув золоті (1993) та срібні (1991) медалі Центральноамериканського кубка.
Загалом за збірну Єарвуд провів 46 матчів, забивши 1 гол.

## Кар'єра тренера
Розпочав тренерську кар'єру невдовзі по завершенні кар'єри гравця, 1996 року, очоливши тренерський штаб клубу «Реал Мая», де пропрацював з 1996 по 1997 рік.
В подальшому очолював низку місцевих клубів, а також входив до тренерського штабу Рамона Марадіаги у збірних Гондурасу і Гватемали.
У 2008 році Єарвуд очолив олімпійську збірну Гондурасу на Олімпійських іграх у Пекіні. Усі три гри Гондурас програв Італії, Камеруну та Південній Кореї, не забивши жодного голу, після чого Хільберто покинув посаду.

## Досягнення
- Чемпіон Гондурасу:  1975, 1976
- Срібний призер Золотого кубка КОНКАКАФ: 1985, 1991
- Переможець Кубка центральноамериканських націй: 1993